# Sarzana (stacja kolejowa)
Sarzana (wł: Stazione di Sarzana) – stacja kolejowa w Sarzana, w regionie Liguria, we Włoszech. Znajdują się tu 3 perony. Według klasyfikacji Rete Ferroviaria Italiana posiada kategorię srebrną.